# Lula: The Sexy Empire
Lula: The Sexy Empire (anche conosciuto come Wet: The Sexy Empire) è un videogioco gestionale per Microsoft Windows pubblicato nel 1997. Ha avuto diversi seguiti spin-off e due principali narrativi: Lula 2: The Sexy Galaxy e Lula 3D.
Il videogioco ruota intorno alla costruzione di un impero multimiliardario nell'industria della pornografia; fu il primo di una serie di giochi a sfondo erotico di vario genere con la protagonista Lula.

## Trama
Il giocatore controlla Brian: un criminale squattrinato, tradito dalla fidanzata e dal miglior amico e rimasto senza un soldo e senza lavoro sperduto in Nevada e ricercato dall'FBI; in questa desolazione compare la figura di Lula: una ragazza proveniente da San Francisco anche lei rimasta senza lavoro e senza soldi. I due protagonisti entrano dunque in società e insieme danno il via ad un progetto nell'industria della pornografia d'autore che li porterà presto ad essere i CEO della multinazionale più in voga fra gli adulti di tutto il mondo: la WET.

## Modalità di gioco
Il gioco è un classico punta e clicca stile Sierra On-line con elementi strategico gestionale sul tema della pornografia; in totale si suddivide in tre fasi:
- Nevada: il giocatore dovrà recuperare attrezzatura utile per girare i primi video amatoriali e fare affari con i ricettatori locali per racimolare i soldi necessari ad acquistare nuovi documenti e abbandonare la cittadina; per quanto bisogna valutare una buona strategia per procedere, la prima parte è quasi totalmente un'avventura grafica vecchio stile[4].
- San Francisco: il giocatore apre il suo primo studio cinematografico a San Francisco, dovrà fare affari con la mafia locale, le banche e le distribuzioni per guadagnare abbastanza da fondare il suo primo impero pornografico; qui il gioco diminuisce drasticamente la sua natura d'avventura grafica lasciando particolare spazio alla strategia e alla gestione dell'impero[4].
- Las Vegas: con abbastanza soldi e abbastanza potere, il giocatore si ritrova a gestire un impero multinazionale di videoproduzione e Sexy Shop; qui il gioco perde totalmente la sua componentistica d'avventura grafica e si trasforma in un vero e proprio gestionale[4].

## Accoglienza e distribuzione
Nel complesso Lula: The Sexy Empire ha ricevuto un'accoglienza alquanto negativa dalla critica specializzata dell'epoca. In patria ricevette votazioni che andavano dal 1/5 fino ad un massimo di 2/5: le riviste PC Player e Power Play stroncarono il titolo riportando un valore di consenso inferiore al 21%.
Fu uno dei primi titoli ad essere "estremamente vietato ai minori di 18 anni" e per tanto venne distribuito solo attraverso canali dedicati all'intrattenimento per adulti; in America non venne mai venduto sui scaffali di rivenditori autorizzati o dei grandi magazzini.
In Italia il titolo venne distribuito in formato cartonato da 3D Planet S.p.A., ora acquisito per il 60% da UbiSoft. Venne apprezzato talmente tanto dall'industria Italiana dell'epoca da generare delle copie a tema pornografia italiana, principalmente incentrate sulla figura dell'attrice Selén: la GMM Game Over Italia pubblicò nel 1999 i videogiochi Virtual Inseminator e Selen: The Sex Files, distribuiti ambedue da Giunti Distribuzioni.
Per il San Valentino del 2020, GOG ha distribuito una versione digitale del gioco con solo la lingua inglese disponibile, una conversione Italiana è stata comunque distribuita alla community di Gametraslator.

## Seguiti
Nonostante l'accoglienza negativa, il titolo ha pubblicato due seguiti narrativi e diversi spin-off e add-on per PC:
1. Lula Inside (1998), noto anche come Lula Virtual Babe: Tamagotchi virtuale con protagonista Lula[15].
2. Lula Sexy Pinball (1999), noto anche come Lula Pinball o Lula Flipper[16].
3. Lula Strip Poker (1999)[17].
4. Lula 2: The Sexy Galaxy (2000)[18], noto anche come Wet: The Empire Cums Back[2][18].
5. Lula 3D (2005)[3].
6. Lula Online (2014-2018)[19], gioco multiplayer online di Lula: richiamava in termini di gameplay il primo capitolo della saga e ne riprendeva il concept dell'impero pornografico[20]; i server sono stati chiusi definitivamente nel 2018[19].